# Giuseppe Picciola
Giuseppe Picciola (Poreč, 26. rujna 1859. – Firenca, 18. lipnja 1912.), školski profesor i pedagog, književni kritičar, pjesnik, rođen u Hrvatskoj, djelovao u Italiji, talijanski iredentist

## Životopis
Rođen u Poreču. Zbog protalijanskih, iredentističkih stavova emigrirao je 1878. iz tada austrougarskog rodnog grada u Veneciju, potom završio 1881. književnost na Sveučilištu u Pisi. Radio je kao profesor književnosti u školama u Bologni, Rimu, Reggiu, Lucci te Pesaru gdje je bio i ravnatelj gimnazije, a kasnije gimnazije u Anconi te Firenci, uvodeći u škole i elemente odgoja koji su prethodili kasnijoj fašističkoj obuci mladeži.
Kao književni kritičar objavio je stotinjak recenzija i članaka, među kojima o Ariostu i Danteu, a posebno o pjesništvu Giosuèa Carduccija, kojim je bio fasciniran, bio mu je i prijatelj i suradnik, a čiji je utjecaj primjetan i u njegovoj poeziji. U pjesničkim zbirkama, u kojima se uz Carduccijev osjeća i upliv književnog mu mentora Giuseppea Chiarinija, Versi (1884. i Bologna 1890.) i Rime (1899.) primjetna je njegova nostalgija za rodnim krajem. Značajniji radovi: Stanze dell'Orlando furioso (s V. Zambonijem 1883.), Letterati triestini (Bologna 1893.), Giosuè Carducci (1901.), Matelda - studio dantesco (1902.), L'antologia Carducciana (s G. Mazzonijem 1907.), Poeti d'oltre confine (objavljeno postumno, ur. G. Mazzoni, Firenca 1914.). U Pesaru njegovo je ime nosila jedna srednja škola, a još ima ulicu, u Poreču mu je spomen-ploča na rodnoj kući u današnjoj Ulici sv. Eleuterija, a spomen-ploču ima i u Firenci, u gimnaziji Galileo Galilei koje je bio ravnatelj. 
Oženio kći slikara Giuseppea Vaccaja Beatrice "Bice".

## Djela
Značajniji radovi:
- Versi (1884. i Bologna 1890.)
- Rime (1899.)
- Stanze dell'Orlando furioso (s V. Zambonijem 1883.)
- Letterati triestini (Bologna 1893.)
- Giosuè Carducci (1901.)
- Matelda - studio dantesco (1902.)
- L'antologia Carducciana (s G. Mazzonijem 1907.)
- Poeti d'oltre confine (objavljeno postumno, ur. G. Mazzoni, Firenca 1914.).

## Vanjske poveznice
- Giuseppe Picciola - Ente Olivieri Pesaro
- Giuseppe Picciòla | Atlante della Grande Guerra a nord-est
- Giuseppe nell'Enciclopedia Treccani[neaktivna poveznica]